# Линдси, Алек
Алек Линдси (англ. Alec Lindsay; родился 27 февраля 1948 года в Бери, Большой Манчестер, Англия) — английский футболист.

## Карьера
Линдси родился в городе Бери, недалеко от Манчестера . В марте 1969 он был куплен за £ 67 000 «Ливерпулем». Первая игра Линдси за «Ливерпуль» была против «Дундалка» , которая закончилась со счётом 10-0 в пользу мерсисайдцев, и в течение многих лет этот счёт был самым крупным в истории.
Левый защитник выиграл с «Ливерпулем» в 1973 году английский чемпионат и Кубок УЕФА, а годом позже — Кубок Англии . Он также играл в 1974 году в четыре раза в сборной Англии . Летом 1977 году он покинул Ливерпуль и стал играть за «Сток Сити». Хотя, в «Ливерпуле» он выиграл дважды титул чемпиона Англии, Кубок УЕФА и Кубок европейских чемпионов, он Линдси был вытеснен из состава сначала Филом Нилом , а затем Джои Джонсом.
Потом он уехал в NASL и играл за «Окленд Стомперс» и «Торонто Близзард», где завершил карьеру.